# Дамп (насеље)
Дамп (њем. Damp) град је у њемачкој савезној држави Шлезвиг-Холштајн. Једно је од 165 општинских средишта округа Рендсбург. Према процјени из 2010. у граду је живјело 1.551 становника. Посједује регионалну шифру (AGS) 1058040, NUTS (DEF0B) и LOCODE (DE DAP) код.

## Географски и демографски подаци
Дамп се налази у савезној држави Шлезвиг-Холштајн у округу Рендсбург. Град се налази на надморској висини од 16 метара. Површина општине износи 13,8 km². У самом граду је, према процјени из 2010. године, живјело 1.551 становника. Просјечна густина становништва износи 112 становника/km².